# عمر عبادة
عمر عبادة مواليد 20 أبريل 1993 في مدينة تونس، هو لاعب كرة سلة تونسي. بدأ مسيرته الاحترافية في سنة 2010. يلعب في بطولة تونس لكرة السلة للرجال كلاعب هجوم خلفي. يحمل الرقم 4. يبلغ طوله 6 قدم 2 بوصة (1.9 م).

## روابط خارجية
- عمر عبادة على موقع الاتحاد الدولي لكرة السلة (الإنجليزية)
- عمر عبادة على موقع كرة السلة الأوروبية.كوم (الإنجليزية)
- عمر عبادة على موقع ريلجم (الإنجليزية)
- عمر عبادة على موقع بروبوليرز (الإنجليزية)
- عمر عبادة على موقع سبورتس رفرنس (الإنجليزية)